# Ủy ban Văn hóa, Giáo dục của Quốc hội (Việt Nam)
Ủy ban Văn hóa, Giáo dục của Quốc hội là cơ quan giám sát lĩnh vực văn hóa giáo dục thanh thiếu niên nhi đồng của Quốc hội. Đồng thời thảo luận sửa đổi các đạo Luật liên quan đến văn hóa, giáo dục, thanh niên và nhi đồng trước khi trình Quốc hội.
Ủy ban còn có nhiệm vụ giám sát, thẩm tra các nghị quyết, nghị định... của Chính phủ về các lĩnh vực văn hóa, giáo dục, thanh niên và nhi đồng và giám sát việc thực hiện các Luật trong lĩnh vực văn hóa, giáo dục, thanh niên và nhi đồng.
Trước đây Ủy ban có tên cũ là Ủy ban Văn hóa, Giáo dục, Thanh thiếu niên và Nhi đồng. Kể từ Quốc hội khóa XV, Ủy ban được đổi tên thành Ủy ban Văn hóa, Giáo dục.

## Nhiệm vụ và chức năng
Thẩm tra dự án luật, dự án pháp lệnh thuộc lĩnh vực văn hoá, giáo dục, thông tin, thể thao và thanh niên, thiếu niên, nhi đồng và các dự án khác do Quốc hội, Uỷ ban thường vụ Quốc hội giao;
Giám sát việc thực hiện luật, nghị quyết của Quốc hội, pháp lệnh, nghị quyết của Uỷ ban thường vụ Quốc hội thuộc lĩnh vực văn hoá, giáo dục, thông tin thể thao và thanh niên, thiếu niên, nhi đồng; giám sát hoạt động của Chính phủ, các bộ, cơ quan ngang bộ trong việc thực hiện chính sách về văn hoá, giáo dục, thông tin, thể thao trong các kế hoạch, chương trình phát triển kinh tế - xã hội của đất nước; giám sát việc thực hiện chính sách đối với thanh niên, thiếu niên và nhi đồng;
Giám sát văn bản quy phạm pháp luật của Chính phủ, Thủ tướng Chính phủ, Bộ trưởng, Thủ trưởng cơ quan ngang bộ, văn bản quy phạm pháp luật liên tịch giữa các cơ quan nhà nước có thẩm quyền ở trung ương hoặc giữa cơ quan nhà nước có thẩm quyền với cơ quan trung ương của tổ chức chính trị - xã hội thuộc lĩnh vực Uỷ ban phụ trách;
Kiến nghị các vấn đề liên quan đến tổ chức, hoạt động của các cơ quan hữu quan và các vấn đề về phát triển văn hoá, giáo dục, thông tin, thể thao của đất nước, chính sách đối với thanh niên, thiếu niên và nhi đồng.

## Danh sách Ủy viên

### Khóa XV
- Chủ nhiệm
  - Nguyễn Đắc Vinh - Ủy viên Ủy ban Thường vụ Quốc hội.
- Phó Chủ nhiệm [2]
  1. Tạ Văn Hạ
  2. Phan Viết Lượng
  3. Nguyễn Thị Mai Hoa
  4. Đinh Công Sỹ [3]

### Khóa XIV
- Chủ nhiệm
  - Phan Thanh Bình (7/2016-4/2021) - Ủy viên Ủy ban Thường vụ Quốc hội
  - Nguyễn Đắc Vinh (từ 4/2021) - Ủy viên Ủy ban Thường vụ Quốc hội.
- Phó Chủ nhiệm [4]
  - Hoàng Thị Hoa - Đại biểu Quốc hội tỉnh Bắc Giang
  - Phạm Tất Thắng - Đại biểu Quốc hội tỉnh Vĩnh Long
  - Nguyễn Văn Tuyết - Đại biểu Quốc hội tỉnh Bà Rịa - Vũng Tàu

### Khóa XIII
- Chủ nhiệm
  - Đào Trọng Thi (đến tháng 4/2016)
  - Nguyễn Thanh Hải (từ tháng 4/2016 đến tháng 7/2016)
- Phó Chủ nhiệm chuyên trách
  - Lê Văn Học
  - Ngô Thị Minh
  - Trịnh Ngọc Thạch
  - Lê Như Tiến
  - Nguyễn Văn Tuyết

## Chủ nhiệm Ủy ban qua các thời kỳ
| Thứ tự | Họ tên           | Thời gian   | Quốc hội khóa           |
| ------ | ---------------- | ----------- | ----------------------- |
| 1      | Trần Quỳnh       | 1975 - 1976 | Quốc hội khóa V         |
| 2      | Lưu Hữu Phước    | 1976 - 1981 | Quốc hội khóa VI        |
| 3      | Vũ Quang         | 1981 - 1982 | Quốc hội khóa VII       |
| 4      | Lê Thanh Đạo     | 1982 - 1987 | Quốc hội khóa VII       |
| 5      | Vũ Mão           | 1987 - 1988 | Quốc hội khóa VIII      |
| 6      | Trần Độ          | 1987 - 1992 | Quốc hội khóa VIII      |
| 7      | Trần Thị Tâm Đan | 1992 - 2007 | Quốc hội khóa IX, X, XI |
| 8      | Đào Trọng Thi    | 2007 - 2016 | Quốc hội khóa XII, XIII |
| 9      | Nguyễn Thanh Hải | 2016        | Quốc hội khóa XIII      |
| 10     | Phan Thanh Bình  | 2016 - 2021 | Quốc hội khóa XIV       |
| 11     | Nguyễn Đắc Vinh  | 2021 -      | Quốc hội khóa XIV, XV   |